# Magdalena Sibylla de Neidschutz
Magdalena Sibylla de Neidschutz (8 de febrero de 1675-14 de abril de 1694), posteriormente condesa de Rochlitz, fue una noble alemana conocida por ser la amante de Juan Jorge IV, elector de Sajonia; fue la primera amante oficial de un elector de Sajonia. Magdalena Sibylla, llamada coloquialmente «Billa», era hija de Úrsula Margarethe de Haugwitz, quien había sido la amante del elector Juan Jorge III. Por orden de este, Úrsula se casó con el coronel Rudolf de Neidschutz, que aparece oficialmente como el padre de Billa, aunque hubo rumores de que realmente era hija de Juan Jorge III. Si esto fuera cierto, Billa habría sido amante de su medio hermano. 
Magdalena y Juan Jorge IV se convirtieron en amantes a finales de 1691. Por orden de su madre Juan Jorge contrajo matrimonio en abril de 1692, en un intento de terminar con el romance. Sin embargo, inmediatamente después de asumido el electorado, Juan Jorge vivió abiertamente con ella y Magdalena se convirtió en la primera amante oficial de un elector de Sajonia. Juan Jorge abandonó a su esposa en la residencia oficial y se trasladó a otro palacio con su amante. El 20 de febrero de 1693, Leopoldo I de Habsburgo le dio el título de condesa de Rochlitz. La pareja procreó una hija ilegítima, Federica de Rochlitz nacida en 1693 y que contraería matrimonio con el conde Piotr Dunin. Magdalena murió de viruela en 1694 en la ciudad de Dresde; Juan Jorge la sostuvo en sus brazos hasta el último momento y él mismo se contagió de la enfermedad, muriendo 23 días después.